# Romuald Jakubowski (dziennikarz)
Romuald Jakubowski (ur. 17 czerwca 1954 we Włocławku) – polski publicysta, dziennikarz–komentator, prezenter radiowy.

## Życiorys
Jest absolwentem V LO im. Józefa Poniatowskiego w Warszawie. Ukończył archeologię pradziejową i wczesnośredniowieczną na Wydziale Historycznym UW (1978).
Był wieloletnim dziennikarzem programów: I, II i IV Polskiego Radia.
W 1977 rozpoczął pracę w Polskim Radiu i Telewizji (dawny Radiokomitet). W TVP pracował na stanowisku redaktora programów telewizyjnych o tematyce jazzowej. W Programie I TVP prowadził program dziecięcy „Tęczowy Music Box” (1993).
W Polskim Radiu prowadził m.in. audycje muzyczne: „Studio Gama”, „Granice Jazzu”, „Muzyka Nocą”, „Studio Otwarte”, „Nocne Spotkania”, „Muzyczna Jedynka”, „Sekrety Konkrety”, „Lato z Radiem”.
Wspólnie z Romanem Czejarkiem i Zygmuntem Chajzerem prowadził wielkie koncerty „Lata z Radiem” w latach 1995–2001.
Był autorem muzycznej oprawy Programu I PR (1994–2006).
Popularność przyniosła mu autorska audycja „Rock Noc” przekształcona w kwietniu 2002 roku w „Rockową Listę Przebojów” nadawaną w Programie Pierwszym Polskiego Radia (2000–2007). "Rock Noc" wróciła na antenę Jedynki w styczniu 2010 roku.
Autor artykułów o tematyce muzycznej do Gazety Wyborczej i Jazz Forum, a także komentarzy do płyt jazzowych wydawanych przez Polskie Stowarzyszenie Jazzowe oraz wielu nagrań rockowych.
15 grudnia 2011 został nagle zwolniony z Polskiego Radia, gdzie prowadził audycje "Klasycy Rocka" i "Rock Noc".
W kwietniu 2012 stworzył wraz z grupą przyjaciół radio internetowe Klasycyrocka.pl, w którym prezentuje audycje "Klasycy Rocka" i "Rockowisko". Od 3 sierpnia 2013 roku prowadził własną stację internetową RockTime. Radio Rocktime.pl znacznie poszerzyło działalność antenową. 11 lutego 2018 roku radio Rocktime zakończyło działalność. Od 2014 roku pracował w firmie eBilet. Od stycznia 2019 roku jest zatrudniony w Ticketmaster.pl. Od września 2019 roku na emeryturze.